# BLACK BOX (電気式華憐音楽集団のアルバム)
『BLACK BOX』（ブラックボックス）は、電気式華憐音楽集団の1作目のCDボックス。2010年12月24日にvortex Inc.から発売された。

## 概要
結成“ほぼ”10周年を記念して、10周年にして初となるアルバム『電気式音楽集（赤盤）』『華憐的音楽集（青盤）』、および一部の曲のデモ版などを収録したCD『Special Disc for HEADBANGERS』をセットにしたCDボックス。
収録されているアルバムは2011年（平成23年）1月28日にそれぞれ単品で発売。
初回製造分が完売した後は再生産が行われなかったため、2013年10月3日に「400個以上オーダーが集まった場合に再製造する」というオーダー再販チャレンジが行われた。結果的に目標数には届かなかったものの再製造は行われた。

## 収録曲

### Disc 1 電気式音楽集（赤盤）
1. Vampire
  - 作詞・作曲・編曲：電気
  - PCゲーム『MinDeaD BlooD 〜支配者の為の狂死曲〜』OPテーマ
2. 夢幻の睡り
  - 作詞：華憐／作曲・編曲：電気
  - PCゲーム『GUN-KATANA（銃刀） ―Non-Human-Killer―』EDテーマ
3. White Wedding
  - 作詞・作曲・編曲：電気
  - PCゲーム『メトラセ 〜ドキらぶ☆新婚委員会〜』OPテーマ
4. 空に咲く華
  - 作詞・作曲・編曲：電気
  - PCゲーム『ゆうれいは同居人!?』主題歌
5. erase
  - 作詞・作曲・編曲：電気
  - PCゲーム『凌辱★家族システム』主題歌
6. まじげっちゅ
  - 作詞・作曲・編曲：電気
  - PCゲーム『まほ☆たま 「スク水編」』OPテーマ
7. 聖 〜ひじり〜
  - 作詞・作曲・編曲：電気
  - PCゲーム『セイクリッド・プルーム』OPテーマ
8. おさんぽ
  - 作詞・作曲・編曲：電気
  - PCゲーム『雪蛍』EDテーマ
9. Sweet trap
  - 作詞・作曲・編曲：電気
  - PCゲーム『Sweet Room 〜ふたりだけの秘密の甘い空間〜』OPテーマ
10. イノ血ノミズ
  - 作詞・作曲・編曲：電気
  - PCゲーム『MinDeaD BlooD 〜麻由と麻奈の輸血箱〜』テーマソング
11. 薄弱
  - 作詞・作曲・編曲：電気
  - PCゲーム『女経営者 絵里子』OPテーマ
12. Endless Corridor
  - 作詞：華憐／作曲・編曲：電気
  - PCゲーム『夢幻廻廊1.5 〜連鎖〜』イメージソング
13. Raison d'etre
  - 作詞・作曲・編曲：電気
  - PCゲーム『GUN-KATANA（銃刀） ―Non-Human-Killer―』OPテーマ
14. サクラチル
  - 作詞・作曲・編曲：電気
  - PCゲーム『MinDeaD BlooD 〜支配者の為の狂死曲〜』EDテーマ

### Disc 2 華憐的音楽集（青盤）
1. Distorted Pain
  - 作詞・作曲・編曲：電気
  - PCゲーム『ゴア・スクリーミング・ショウ』OPテーマ
2. 時果つる夢
  - 作詞：華憐／作曲・編曲：電気
  - PCゲーム『ゴア・スクリーミング・ショウ』EDテーマ
3. Absolute Blue
  - 作詞・作曲・編曲：電気
  - PCゲーム『淫乱征服調教「Mission1 汚れる征服」』主題歌
4. ワタシゴコロ
  - 作詞・作曲・編曲：電気
  - PCゲーム『パールな気分で 〜明日に向かって歩こう〜』OPテーマ
5. こもれび
  - 作詞・作曲・編曲：電気
  - PCゲーム『ももいろパラダイス 〜住み込みバイト 恋愛付〜』OPテーマ
6. うちゅうがとらぶる！
  - 作詞・作曲・編曲：電気
  - PCゲーム『とらぶる！ シスタールーム』EDテーマ
7. 遠い夏
  - 作詞・作曲・編曲：電気
  - PCゲーム『雪蛍』OPテーマ
8. マボロシニツツマレテ
  - 作詞・作曲・編曲：電気
  - PCゲーム『奴令嬢』主題歌
9. CHAIN
  - 作詞：華憐／作曲・編曲：電気
  - PCゲーム『GUN-KATANA（銃刀） ―Non-Human-Killer―』EDテーマ
10. 瞑想に堕ちる闇
  - 作詞：華憐／作曲・編曲：電気
  - PCゲーム『夢幻廻廊2 〜螺旋〜』OPテーマ
11. ネムリノマユ
  - 作詞・作曲・編曲：電気
  - PCゲーム『GUN-KATANA（銃刀） ―Non-Human-Killer―』EDテーマ
12. 斬撃よ！唸れ！咆哮の如く！
  - 作詞・作曲・編曲：電気
  - PCゲーム『メイドさんと大きな剣』イメージソング
13. Sudden Death R99
  - 作詞：華憐／作曲・編曲：電気
  - PCゲーム『EXTRAVAGANZA 〜末路の果てに〜』主題歌
14. 櫻舞う
  - 作詞・作曲・編曲：電気
  - PCゲーム『MinDeaD BlooD 〜支配者の為の狂死曲〜 DVD Special Edition』テーマソング

### Disc 3 Special Disc for HEADBANGERS
1. B.M.S.
2. Vampire
3. 櫻舞う -demo-
4. 機械人形 -demo-
5. Raison d'etre -demo-